# ビクトル・ホブラン
- ビクトル・ホブランド

ビクトル・ホブラン（Viktor Hovland, 1997年9月18日 - ）は、ノルウェーのオスロ出身のプロゴルファー。2023年フェデックスカップ年間王者。

## 経歴

### 生い立ち・アマチュア時代
11歳の頃からゴルフを始め、2014年に16歳でノルウェー・アマチュアゴルフ選手権優勝。
2016年から2019年までオクラホマ州立大学に在学。2018年には全米アマチュアゴルフ選手権でノルウェー人史上初の優勝を果たし、2019年のマスターズ・トーナメント、全米オープンへの出場資格を得た。
2019年のマスターズ・トーナメントでは32位タイだった。大会後、世界アマチュアランキングで1位に浮上した。全米オープンでは同大会のアマチュア選手史上最高スコアとなる280を記録し、12位だった。同年は全米最優秀大学選手に贈られるベン・ホーガン賞を受賞した。

### プロ転向後

#### 2019年
2019年の全米オープン出場後にプロ転向し、6月のトラベラーズ選手権でプロデビューした。
8月、コーンフェリーツアーのアルバートソンズ・ボイシ・オープンで2位となり、この結果により2019-20シーズンからのPGAツアー昇格が決まった。

#### 2020年
2020年2月のプエルトリコ・オープンで、ノルウェー人選手史上初となるPGAツアー優勝を果たした。12月のマヤコバ・ゴルフクラシックでツアー2度目の優勝を果たした。

#### 2021年
2021年6月、ヨーロピアンツアーのBMWインターナショナル・オープンで優勝。9月にはノルウェー人選手史上初となるライダーカップ出場を果たした。
11月、前年優勝したマヤコバ・ゴルフクラシックが改称したワールドワイド・テクノロジー選手権に出場して連覇を達成した。1ヶ月後のヒーロー・ワールドチャレンジでは最終第14、15ホールで連続してイーグルを成功させ、スコッティ・シェフラーに1打差で勝利して優勝。プロ転向後に記録した5勝のうち4勝がアメリカ国外の大会であったことから、「リゾート・キング」の愛称で親しまれるようになった。

#### 2022年
2022年1月のドバイ・デザート・クラシックで優勝し、世界ランキングで自己最高の3位にランクインした。
12月のヒーロー・ワールドチャレンジで、タイガー・ウッズ以来史上2人目となる連覇を達成した。

#### 2023年
2023年5月のPGA選手権では優勝したブルックス・ケプカに2打差の2位タイだった。
6月、メモリアル・トーナメントでデニー・マッカーシーとのプレーオフに勝利して優勝。8月のザ・ツアーチャンピオンシップでも優勝し、フェデックスカップ年間王者となった。
9月、ライダーカップにヨーロッパ代表で出場。2日目のフォーサムでルドビグ・オーベリとペアを組み、世界ランキング1位のスコッティ・シェフラー、同年のPGA選手権優勝者ブルックス・ケプカに大会史上最多差をつけて勝利した。

#### 2025年
2025年3月のバルスパー選手権で、2023年8月以来となるツアー優勝を果たした。

## 優勝歴

### PGAツアー（7勝）
| 大会グレード                         |
| フェデックス・カップ・プレーオフ (2) |
| シグネチャーイベント (1)             |
| ツアー (4)                           |

| No. | 年月日        | 大会                                   | 優勝スコア             | 打差       | 2位（タイ）                                         |
| --- | ------------- | -------------------------------------- | ---------------------- | ---------- | --------------------------------------------------- |
| 1.  | 2020年2月23日 | プエルトリコ・オープン                 | -20（68-66-64-70=268） | 1打差      | ジョシュ・ティーター                                |
| 2.  | 2020年12月6日 | マヤコバ・ゴルフクラシック             | -20（67-69-63-65=264） | 1打差      | アーロン・ワイズ                                    |
| 3.  | 2021年11月7日 | ワールドワイド・テクノロジー選手権 (2) | -23（67-65-62-67=261） | 4打差      | カルロス・オルティス                                |
| 4.  | 2023年6月4日  | メモリアル・トーナメント               | -7（71-71-69-70=281）  | プレーオフ | デニー・マッカーシー                                |
| 5.  | 2023年8月20日 | BMW選手権                              | -17（69-68-65-61=263） | 2打差      | マシュー・フィッツパトリック スコッティ・シェフラー |
| 6.  | 2023年8月27日 | ザ・ツアーチャンピオンシップ           | -27（68-64-66-63=261） | 5打差      | ザンダー・シャウフェレ                              |
| 7.  | 2025年3月23日 | バルスパー選手権                       | -11（70-67-69-67=273） | 1打差      | ジャスティン・トーマス                              |

#### PGAツアープレーオフ（1勝0敗）
| No. | 年     | 大会                     | 対戦相手             | 内容                      |
| --- | ------ | ------------------------ | -------------------- | ------------------------- |
| 1.  | 2023年 | メモリアル・トーナメント | デニー・マッカーシー | 1ホール目、パーを決め勝利 |

### ヨーロピアンツアー（2勝）
| 大会グレード            |
| ロレックスシリーズ（1） |
| ツアー（1）             |

| No. | 年月日        | 大会                            | 優勝スコア             | 打差       | 2位（タイ）          |
| --- | ------------- | ------------------------------- | ---------------------- | ---------- | -------------------- |
| 1.  | 2021年6月27日 | BMWインターナショナル・オープン | -19（68-67-64-70=269） | 2打差      | マルティン・カイマー |
| 2.  | 2022年1月30日 | ドバイ・デザート・クラシック    | -12（68-69-73-66=276） | プレーオフ | リチャード・ブランド |

#### ヨーロピアンツアープレーオフ（1勝0敗）
| No. | 年     | 大会                         | 対戦相手             | 内容                          |
| --- | ------ | ---------------------------- | -------------------- | ----------------------------- |
| 1.  | 2022年 | ドバイ・デザート・クラシック | リチャード・ブランド | 1ホール目、バーディを決め勝利 |

### その他ツアー（2勝）
| No. | 年月日        | 大会                             | 優勝スコア             | 打差  | 2位（タイ）            |
| --- | ------------- | -------------------------------- | ---------------------- | ----- | ---------------------- |
| 1.  | 2021年12月5日 | ヒーロー・ワールドチャレンジ     | -18（68-69-67-66=270） | 1打差 | スコッティ・シェフラー |
| 2.  | 2022年12月4日 | ヒーロー・ワールドチャレンジ (2) | -16（67-69-63-65=264） | 1打差 | スコッティ・シェフラー |